# Robin Kamber
Robin Kamber (* 15. Februar 1996) ist ein Schweizer Fussballspieler.

## Karriere
Seine Jugendkarriere durchlief Kamber beim FC Basel sowie für kurze Zeit bei Red Bull Salzburg. Im Februar 2015 wechselte er von der U-21-Mannschaft des FC Basel zum Servette FC Genève und gab dort am 4. März 2015, beim Auswärtsspiel gegen FC Lausanne-Sport, sein Debüt für die erste Mannschaft. Er wurde in der 64. Spielminute für Alexandre Pasche eingewechselt. Sein erstes Tor für Servette schoss er beim 1:0-Auswärtssieg gegen den FC Biel, als er kurz vor dem Schlusspfiff den Siegestreffer erzielen konnte. Am Ende der Saison kam er auf insgesamt 14 Einsätze, wobei er drei Tore erzielte.
Nachdem am 30. Juni 2015 das Leihgeschäft mit Servette geendet hatte, wechselte Kamber im Juli 2015 zum FC Vaduz, wo er einen Vertrag über drei Jahre bis zum 30. Juni 2018 unterzeichnete. Sein Debüt für den FC Vaduz gab er am 4. Spieltag gegen den FC Sion, wo er sechs Minuten vor Schluss für Markus Neumayr eingewechselt wurde. Am 4. Mai 2016 gewann er mit seinem Team den Liechtensteiner Cup, nach einem 11:0-Finalsieg gegen den FC Schaan. Zur Saison 2016/17 wechselte Kamber leihweise zum FC Winterthur in die Challenge League.
Am 30. Juni 2018 wechselte Kamber in der Super League zum Grasshopper Club Zürich und unterzeichnete einen Dreijahresvertrag bis Sommer 2021. Anschliessend spielte Kamber kurzzeitig in Kroatien, bevor er 2020 zum FC Wil wechselte. Im Januar 2021 wechselte Kamber zum Ligakonkurrenten FC Stade Lausanne-Ouchy. In der Saison 2022/23 spielte er für den polnischen Verein Górnik Zabrze und schloss sich im Juli 2023 dem FC Schaffhausen an. Im August 2024 nach nicht genauer ausgeführten «Vorkommnissen im letzten Meisterschaftsspiel» (Zitat FC Schaffhausen) wechselte Kamber zum Ligakonkurrenten Carouge.

## Titel und Erfolge
FC Vaduz
- Liechtensteiner Cupsieger: 2016, 2018

Nationalmannschaft
- Torschützenkönig der U17-Europameisterschaft: 2013